# Efterårsmorgen ved Sortedamssøen
Efterårsmorgen ved Sortedamssøen er et oliemaleri fra 1838 af den danske guldaldermaler Christen Købke. Maleriet er udstillet på Ny Carlsberg Glyptotek i København og optaget i kulturkanonen. Motivet viser en mand der går på en sti langs Sortedamssøen, han er indhyllet i en mørk frakke.